# Campbell-Kliffs
Die Campbell-Kliffs sind eine Reihe hoher und markanter Kliffs in der antarktischen Ross Dependency. Die hauptsächlich verschneite Formation bildet die Ostwand des Haynes Table in der Hughes Range des Königin-Maud-Gebirges im Transantarktischen Gebirge.
Entdeckt und fotografiert wurden sie bei einem Überflug am 16. Februar 1947 im Rahmen der US-amerikanischen Operation Highjump (1946–1947). Das Advisory Committee on Antarctic Names benannte sie 1962 nach Commander Clifford Morgan Campbell (1909–1989) von der United States Navy, leitender Offizier bei diesem Flug.